# معجزه (ترانه کوئین)
«معجزه» (به انگلیسی: The Miracle) تک‌آهنگی از کوئین است که در سال ۱۹۸۹ میلادی منتشر شد و در آلبومی به همین نام قرار گرفت.